# گورستان خرسنگی کارخانه بیژن
گورستان خرسنگی کارخانه بیژن در شهرستان پاسارگاد، بخش مرکزی، دهستان کمین، روستای اکبرآباد، ۵۰ متری شمال کارخانه بیژن واقع شده و این اثر در تاریخ ۲۶ اسفند ۱۳۸۶ با شمارهٔ ثبت ۲۱۹۱۸ به‌عنوان یکی از آثار ملی ایران به ثبت رسیده است.